# Аеродром Самарканд
Међународни аеродром Самарканд (узб. „Самарканд“ калкаро аеропорти / „Самарканд“ халкаро аирпорти) је међународни аеродром који се налази на северној периферији другог по величини и по броју становника граду Узбекистана – Самарканда. Удаљеност од аеродрома до центра града је 8 км. Једини аеродром у региону Самарканд. То је такође и  други најпрометнији аеродром у Узбекистану (после Међународног аеродрома Ташкент ). Једно од главних чворишта националне авио-компаније Узбекистана , Узбекистан ервејз. Аеродром у просеку обради преко 500.000 путника годишње .

## Положај
Аеродром је удаљен 8 километара северно  од центра града и налази се на 680 метара надморске висине.

## Карактеристике
Аеродром има једну писту број 09/27 са асфалтно бетонском подлогом и димензија 3100 пута 60 метара. Након генералне реконструкције, аеродром је сертификован по 1. категорији ИЦАО и прихвата све типове авиона: Ил-62, Ил-86, Ту-154, Ербас А310, Ербас А320, Боеинг 737, Боеинг 757, Боеинг 767 и ниже класе..
Аеродром као стратешки објекат игра огромну улогу у економском развоју Самарканда и Самаркандске области, као и централног дела Узбекистана, укључујући и сферу туризма.
За опслуживање путника 2009. године изграђен је нови аеродромски комплекс, реконструисане су писте, изграђена нова диспечерска зграда и постављена савремена опрема за ваздушну навигацију. Капацитет садашњег аеродрома је 400 путника на сат.
2022. године је завршена изградња новог путничког терминала. Он се представља као „отворена књига”. На крову зграде налазе се сазвежђа, која по пројекту пројектаната подсећају на доприносе познатог астронома Мирзе Улугбега науци и развоју људске цивилизације..